# Questor
Questor (do [latim] quaestor, procurador) era o primeiro passo na hierarquia política da Roma Antiga (cursus honorum). O cargo, que implicava funções administrativas, era geralmente ocupado por membros da classe senatorial com menos de 32 anos. O mandato como questor dava acesso direto ao colégio do senado romano. Por serem os cobradores de impostos do império, eram mal-vistos pela população, pois eram "interventores".
Na época da república, sempre que acontecia um "problema", entravam em atividade esses funcionários. Esse era o primeiro passo na carreira política da Roma Antiga, porta-voz do senado ou cúria romana. No cargo de função administrativa e imperial (corretiva ou curadora) do senado romano, era por assim dizer um cargo de "intervenção" em determinada região, órgão ou país, no Império Romano e dentro do regime republicano de Roma.
Atualmente, a palavra questor é usada como o título de funcionários de supervisão financeira, e como um posto de polícia na Itália e na Roménia.